# Sung Yu-Chi
Sung Yu-Chi (pinyin:Sòng Yù-Chí), född 16 januari 1982 i Shulin, Taipei, är en taiwanesisk taekwondoutövare.
Han tog OS-brons i fjäderviktsklassen i samband med de olympiska taekwondo-turneringarna 2008 i Peking.